# Turdski edikt
Turdski, Tordski ali Torenburški tolerančni edikt je  13. januarja 1568 izdal Transilvanski zbor med vladavino ogrskega kralja Ivana II. Žigmunda Zapolja. Ime je dobil po transilvanskem mestu Turda (madžarsko Torda), kjer je zasedal zbor. Nastal je pod močnim vplivom reformatorja Ferenca Dávida in je zgodnje pričevanje o verski svobodi v versko razdeljeni Evropi 16. stoletja. Z ediktom je Transilvanija uradno postala večverska kneževina. V ediktu so bila kot priznane veroizpovedi (recepta religio) izrecno imenovane luteranska, reformirana, katoliška in unitarna veroizpoved. 
Po ediktu naj bi smeli pridigarji povsod pridigati in oznanjati evangelij, vsak po svojem razumevanju. Verski nemiri so bili prepovedani. Edikt je še posebej pomemben, ker je prvi na splošno utemeljil versko svobodo. Vera je bila razumljena kot Božji dar, ki se po Pismu Rimljanom (Rim 10,17) uresniči s poslušanjem Božje besede.
Izvirni dokument je shranjen v muzeju Brukenthal v Sibiuu. V katoliški cerkvi v Turdi, kjer se je leta 1568 sestal transilvanski parlament, je ediktu posvečena  spominska plošča v romunskem, madžarskem in angleškem jeziku.

## Vir
- Harald Roth, Ulrich A. Wien (ur.): Radikale Reformation – Die Unitarier in Siebenbürgen. Köln/Weimar/Wien 2013, ISBN 978-3-412-21073-1.